# Marco Zanuso
Marco Zanuso, född 1916, död 2001, var en italiensk arkitekt, stadsplanerare och designer.
Marco Zanuso utbildade sig till arkitekt och tog examen 1939. Marco Zanuso var en av efterkrigstidens mest betydelsefulla formgivare och arkitekter i Italien. Han var även redaktör för Domus och Casabella. Han var med och grundade Associazione del Disegno Industriale (ADI). Marco Zanuso designade bland annat radion TS 502 och TV-apparaterna Doney och Algol för Brionvega. Byggnader han ritade inkluderar Olivettis kontor i Buenos Aires och São Paulo (1955) och IBM:s kontor i Milano (1974). En hopfällbar telefon, Grillo, designad 1965 tillsammans med Richard Sapper finns på Museum of Modern Art i New York.
Zanuso finns representerad vid bland annat Nationalmuseum, Nasjonalmuseet, Victoria and Albert Museum, Museum Boijmans Van Beuningen, Metropolitan Museum of Art, Museum of Modern Art Vitra Design Museum, Philadelphia Museum of Art, San Francisco Museum of Modern Art, Art Institute of Chicago och Tekniska museet.

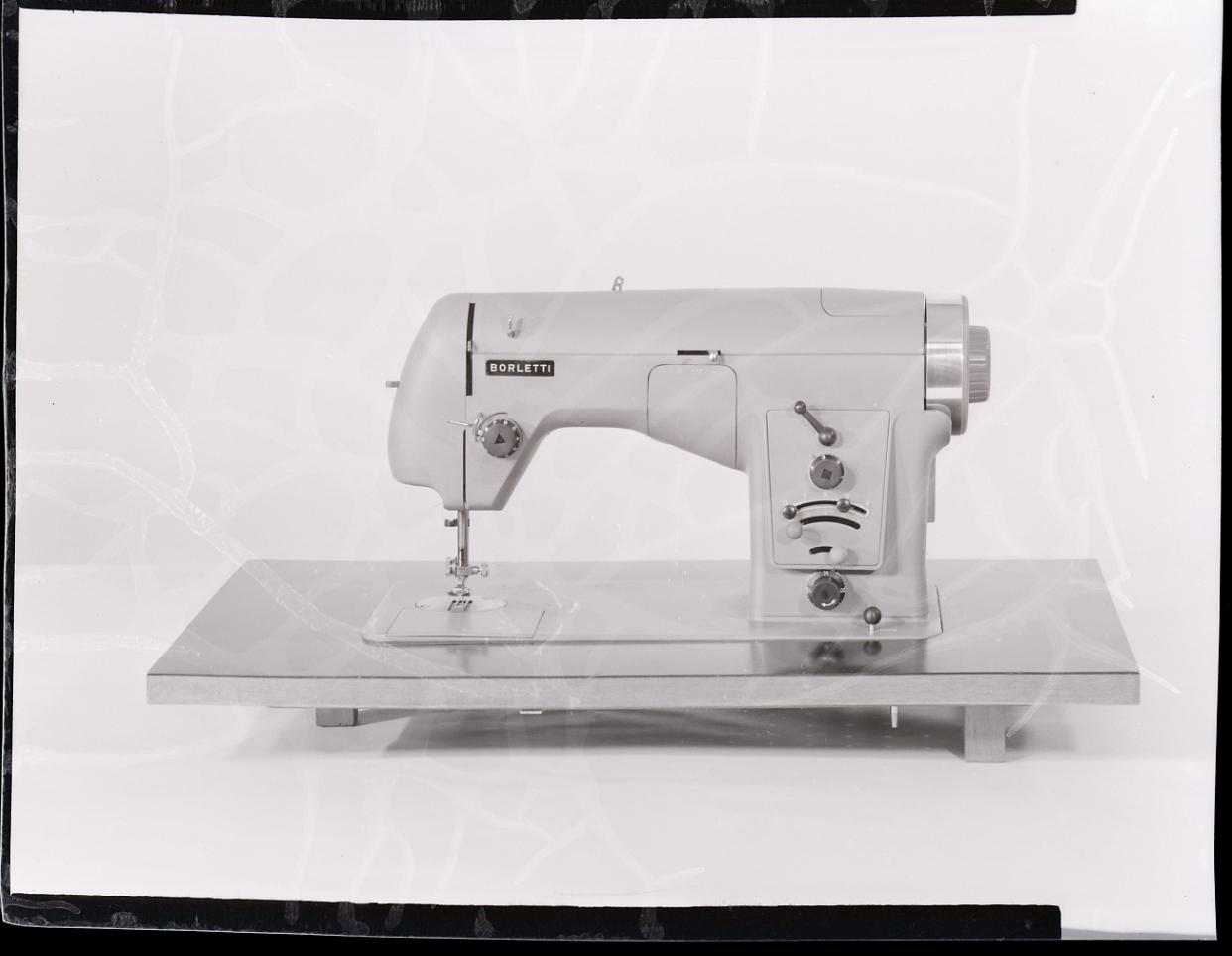
Symaskin mod. 1102 (F.lli Borletti)
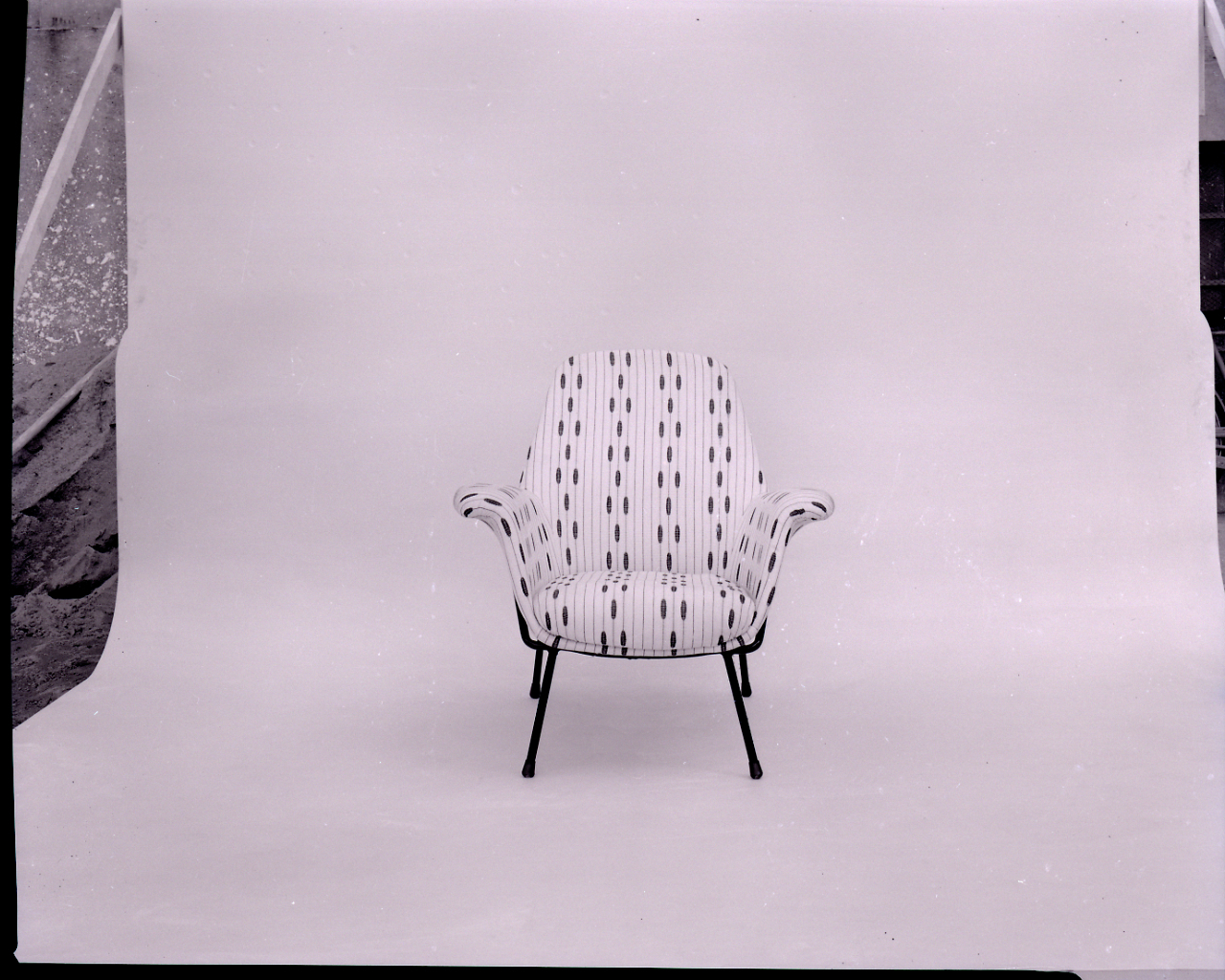
Fåtölj Martingala (Arflex)
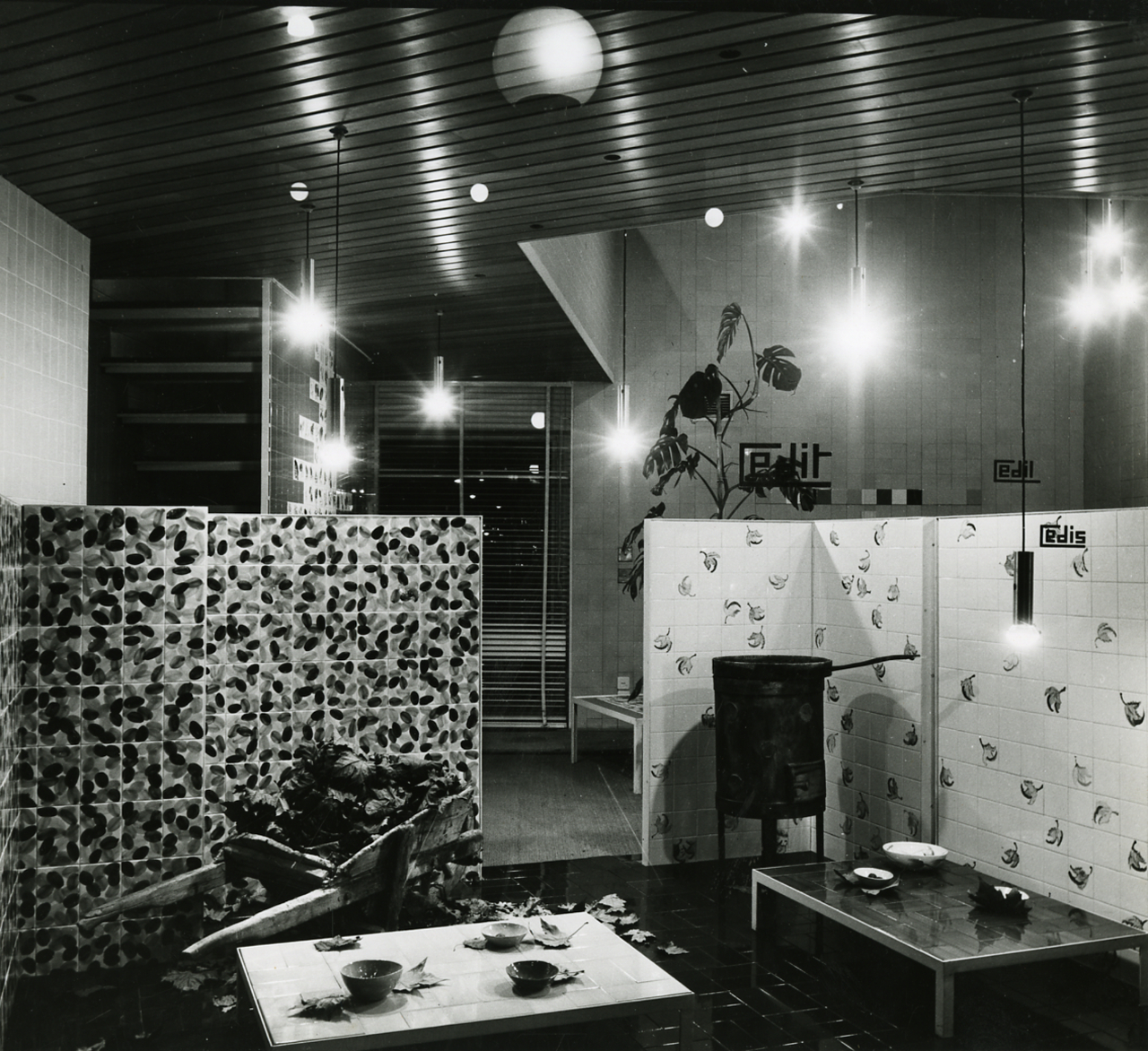
Boutique Cedit, Milan, 1957
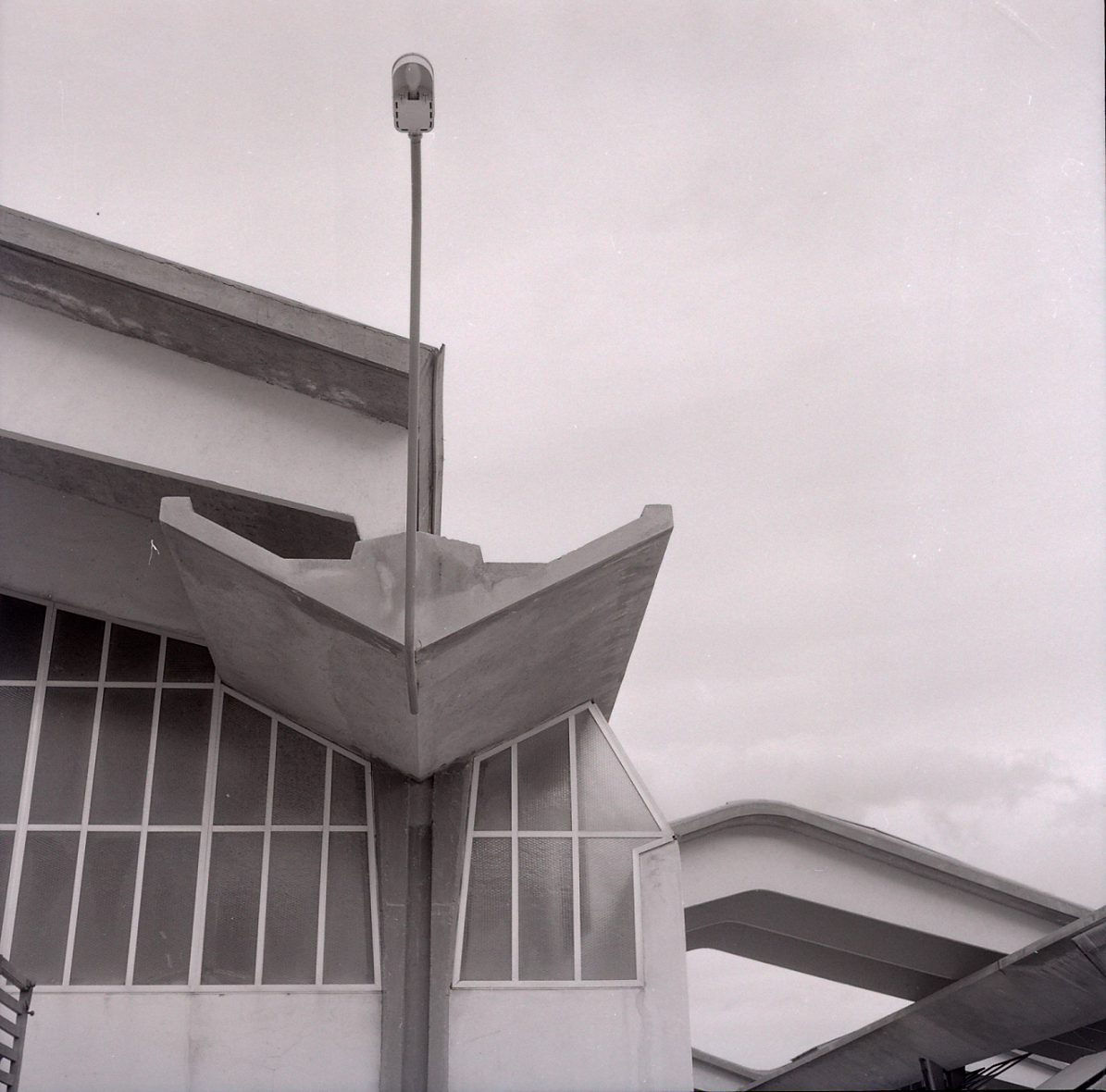
CEDIS fabrik, Palermo
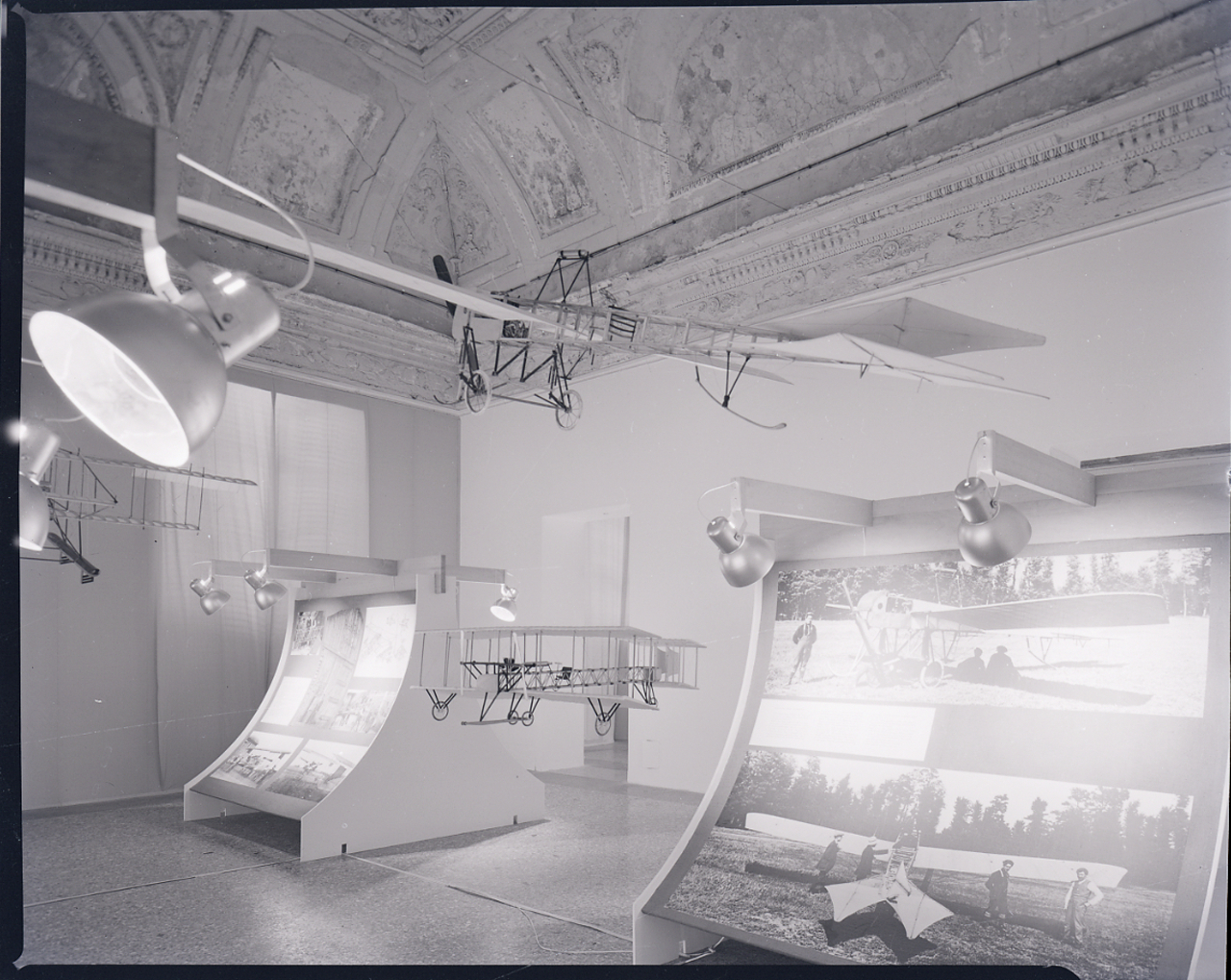
Utställning av pionjär, Kungliga slottet i Milano, 1960